# En ensam plats
En ensam plats är en självbiografisk bok från 2021 av Kristina Sandberg. Den handlar om hennes upplevelser, tankar och känslor när hon genomgick behandling mot aggressiv bröstcancer. Boktiteln syftar bland annat på att Sandberg upplevde att hon hade svårt att formulera sina känslor kring sjukdomen och döden och att hon inte riktigt kunde nå andra människor med sitt behov av att uttrycka sin rädsla och ångest.

## Utgåva
- Sandberg, Kristina (2021). En ensam plats. Stockholm: Norstedts. ISBN 978-91-1-311571-9